# Gregori Prat
Dr. Gregori "Greg" Prat je izmišljeni lik iz američke televizijske serije Urgentni centar, a tumačio ga je Meki Fajfer od 4. aprila 2002. godine do 25. septembra 2008. godine. Meki Fajfer je uklonjen iz uvodne špice u 2. epizodi 15. sezone.

## Rani počeci u Opštoj
Pratova prva pojava bila je krajem 8. sezone u epizodi "Orion na nebu" (2002. godine) kao pametni, ali nadmeni stažista iz druge bolnice. Upozoao je dr. Marka Grina tokom njegovog poslednjeg dana u Opštoj i u početku nije mnogo obraćao pažnju na njega, ali je počeo da ga poštuje kad je otkrio da on ima neizlečiv tumor, a do kraja dana je naučio malo o sprovođenju zdravstva od njega. Dr. Prat nije bio na sahrani dr. Marka Grina, ali je u bljesku iz prošlosti u epizodi "Telo i duša" otkriveno da je Prat radio taj dan u bolnici pošto je bilo manjak lekara jer su bili na parastosu za dr. Grina. Prat je kasnije dobio ormarić dr. Grina.
Na početku usavršavanja, Prat je odmah pokazao vođstvo i brzu odlučnost. Ali ograničeno iskustvo i brzanje ga je dovelo u sukob sa glavnim specijalizantom dr. Džonom Karterom idrugim odeljenskim lekarima u više navrata, a uradio je i postupak za koji nije bio kvalifikovan (ali je bolesnik preživeo) i oživeo je bolesnika koji je bio proglašen moždano mrtvim, a onda je ponovo bio moždano mrtav posle "oživljavanja". U početku se sukobljavao sa studentom Majklom Galantom jer je njega vojnička porodica naučila da sve radi po propisima dok je ovaj voleo da radi i protiv pravila, ali su kasnije postali dobri drugovi. Tokom prelomnog izbijanja velikih boginja, Prat je pokazao svoje veštine i hrabrost kada je pomogao dr. Luki Kovaču i dr. Džing-Mej Čen da spasu život dr. Romanu. Cela bolnica je bačena u rasulo tokom spašavanja koje je pošlo po zlu, a on je zajedno sa dr. Džonom Karterom, Ebi Lokhart i dr. Džing-Mej "Deb" Čen bio prisiljen da ostane u karantinu.

## Lični život i karijera u Opštoj
U 9. sezoni je dr. Gregori Prat započeo vezu na prekide sa dr. Džing-Mej "Deb" Čen. Tokom sezone je otkriveno da prat ima umno hendikepiranog usvojenog brata Leona koji živi sa njim. On je čuvao Prata i brinuo o njemu dok je išao u školu, ali je ostao na moždanom nivou deteta jer je bio ranjen u glavu. Zbog tog hendikepa, Leon je često upadao u nevolje i kvario Pratu poslovni i lični život, pogotovo kad se spetljao sa skupinom ološa koji su ga uboli u debelo meso zbog jednog zaplenjenog pištolja i zbog kojih je završio u pritvoru 24 časa pa pošao u pljačku u kojoj je jedan od tih ološa poginuo, a jedan policajac je bio ranjen (međutim, oporavio se zahvaljujući dobrom radu hirurškinje dr. Elizabet Kordej) Kako bi pomogao Pratu da se odmori, Karter je predložio da Leon ode malo iz grada pa ga je Prat poslao kod porodice u Baltimor. Leon se nikad nije vratio u seriji niti je pominjan u budućim sezonama. Prat i Majkla Galanta su na kratko ostali u pritvoru čikaške policije kad su se desili pljačka i ubistvo u gostionici prekoputa bolnice. Čenova je rekla da je možda videla nekog crnca kako beži sa poprišta.
Tokom desete sezone, Prat je navodno dobio otkaz od pobesnelog dr. Romana zbog koga je čupao kose od kad je isti postao načelnik Urgentnog centra. To se desilo zbog lažnih optužbi koje je dr. Romano pokušao da prikupi dovoljno kako bi mu dao otkaz i zbog toga što mu se Prat nije sviđao. Ipak, Romano nije stigao da ih prikaže na sastanku bolničkog odbora jer nije ni otišao na njega (jer je poginuo kada je helikopter pao na njega pred bolnicom što ostali nisu znali). Dr. Anspo je ispravno pretpostavio da je dr. Romano bio pristran pa je rekao Pratu da zadrži posao.
Nastavljena veza Prata i Čenove je počela da puca kada je Prat počeo da muva novu studentkinju medicine Nilu Rasgotru zbog čega je Prat rekao Čenovoj da baš i nevidi njihovu zajedničku budućnost. Vezu su raskinuli početkom 10. sezone, a Čenova je bila osorna i hladna prema Pratu neko vreme, ali su na kraju ponovo postali prijatelji.
U poslednjoj epizodi 10. sezone "Vožnja", Prat je imao udes dok je vozio bolesnika Eldžina Gibsa kući dok je išao na večeru sa Čenovom. Dok je Prat pokušavao da izmakne pucaču, njegova kola su izletela sa mosta i upala u reku Čikago, a Prat je zadobio ozbiljnu povredu glave, Čenova slomila nogu, a Eldžin podlegao povredama. Njihovi susreti su poostali ređi zbog porodičnih teškoća Čenove, ali je Prat otišao kod nje kući tokom 11. sezone u prazničnoj epizodi kad je saznao da je dala otkaz. Čenovu je otac molio da ga pusti da umre pa mu je ona dala inekciju i ubila ga, a Prat je bio protiv te zamisli, ali je na kraju dozvolio Čenovoj da skrati ocu muke, a onda ju je utešio dok je plakala. To je okončalo njegov život i Pratovu i vezu Čenove jer se ona vratila u Kinu da sahrani oca i nikad se više ništa nije čulo o njoj.
Za mesto glavnog specijalizanta koje se otvorilo u 11. sezoni, Prata je prvo podržao dr. Luka Kovač, a posle i dr. Suzan Luis koja je često pridikovala njegovon načinu rada, ali mu je rekla da bi mogla da mu da podršku u poslu. Ipak, on je odlučio da se ne prijavljuje za to mesto zbog dodatnog rada koji je kasnije dat dr. Arčiju Morisu koji nije bio loš lekar, ali je bio šuntar, čudan i nije imao kao Prat prirodno vođstvo i veštine komunikacije.
Dr. Prat se suočio sa svojom mutnom prošlošću na kraju 11. sezone kada se sreo sa svojim otuđenim ocem Čarlijem (tumačio ga je Deni Glover). Ali na početku 12. sezone, Prat nije mogao da oprosti ocu otuđenje iako se pojavio dokaz da je Čarlija iz Gregovog života izbacila njegova majka i time uništila i poslednju trunku pomirenja. Kasnije je posle mnogo savetovanja Prat započeo odnos sa svojim polubratom Čezom (koga je tumačio Sem Džouns III).
U epizodi "Čudni prijatelji sa povlasticama", dr. Luka Kovač je uputio Prata u Darfur da ode kod dr. Džona Kartera u program Lekari bez granica jer je pomogao drugu da izbegne kaznu zbog vožnje pod dejstvom alkohola tako što je poslao svoju krv na ispitivanje umesto drugove, a drug se kasnije ponovo napio i zamalo ubio jedno dete. Kako bi izbegao pravne mere i kako bi ga naterao da razmisli o svojim postupcima, dr. Kovač ga je poslao iz bolnice. Kad se Prat sukobio sa Kovačem i rekao da neće da ide, Kovač mu je rekao da ima dva izbora: ili da ode u Darfur ili da se podaci o vožnji pod dejstvom alkohola objave i da ostane bez posla. Prat je na kraju odlučio da ide što mu je kasnije dalo priliku za mesto odeljenskog lekara koje dr. Viktor Klemente nije mogao da dobije. Prat je postao bolji lekar posle odlaska u Darfur jer je shvatio šta znači rad pod takoreći nemogućim i užasnim uslovima. Iskreno je zahvalio Luki što ga je tamo poslao pa su se dva lekara pomirila.
Na početku 13. sezone, Prat je dobio svone novo zvanje odeljenskog lekara, a Čez je počeo da živi sa njim jer ga je Čarli maltertirao pa je i on prekinuo sve veze sa njihovim pokvarenim ocem. Ipak, kasnije ga je Prat uhvatio u nezgodnom položaju sa drugim momkom. Nakon mnogo poricanja i razgovaranja sa dr. Keri Viver, Prat je postao rauzman i prihvatio je bratovljevo opredeljenje. Takođe je prihvatio novi posao svog brata kao tehničara hitne pomoći, ali se sukobio sa Čezovim saradnicima kad su ga naterali da popija gotovo kobnu količinu alkohola.
Kasnije u sezoni, Prat je otkrio da se u crkvi na crno menjaju lekovi bez recepta između članova i pokušao da urazumi sveštenika da nađe bolje rešenje, ali pošto nisu sklopili sporazum, on je odlučio da se pridruži tom programo tako što je darovao neke lekove iz Urgentnog centra. Ipak, kada je jedan član crkve umro od posledica razmene lekova, policija i služba za socijalni rad su sproveli istragu, Prat je ubrzo priznao svom šefu dr. Kovaču da je blago učestvovao u tome i time sprečio svako kažnjavanje odeljenja. Prata je uhapsila policija (tako mu je Kovač platio jemstvo) pa je pozvan pred bolnički odbor kako bi odgovarao za svoje postupke. Na iznenađenje, otac Votkins iz Prve katoličke crkve i njeni članovi su govorili o Pratovoj dobroti i objasnili celu priču o njegovom doprinosu. Odbor je na kraju oslobodio Prata udaljavanja sa dužnosti i ostavili mu dozvolu i posao. Pri kraju sezone, Kovač je zamolio Prata da mu bude kum i on je pristao.
Kad su ga preskočili za mesto načelnika Urgentnog centra u korist nove odeljenske lekarke dr. Skaj Veksler, Prat je podneo otkazni rok od dve nedelje rekavši da ga uprava Opšte bolnice ne poštuje. Ipak, ubrzo se predomislio kad je upoznao bivšu lekarsku pomoćnicu Džini Bule. Posle toga je Prat jurio mestu načelnika Urgentnog centra i na kraju je uspeo da uđe u ozbiljnu vezu sa dr. Betinom DeDžezus.
Na kraju poslednje epizode 14. sezone "Čikaški način (1. deo)", Prat je ušao u kola hitne pomoći koja je trebalo da prevezu bolesnika (koga je tumačio Stiv Busemi) koji mu se predstavio kao vladin doušnik u programu Zaštite svedoka. Posle propalih pokušaja da liše života bolesnika u Urgentnom centru, turska mafija je na kraju uspela da dođe glave Pratovom bolesniku kada je minirala kola Hitne pomoći u kojima se i Prat vozio. Prasak koji je usledio je za ishod imao viseću sudbinu na kraju sezone.

## Smrt i 15. sezona
Umro je na početku 15. sezone u epizodi "Život i smrt (2. deo)" od povreda zadobijenih u prasku. Dr. Moris je pokušao da ga spase, ali, na žalost, Prat nije preživeo. Kasnije u epizodi je otkriveno da je Prat trebalo da dobije ponudu za mesto načelnika Urgentnog centra. Bivši lekari dr. Keri Viver i dr. Džon Karter su poslali sa Floride odnosno Afrike saučešća i poklone u Pratovu čast.
Na kraju je Moris dao Betini verenički prsten koji je Prat hteo da joj da. Među zaposlenima Urgentnog centra koji su došli na pomen u kafanu "Kod Ajka" bili su dr. Ebi Lokhart, dr. Arči Moris, dr. Nila Rasgotra, dr. Toni Gejts, Sem Tagart, dr. Sajmon Brener, Ćuni Markez, Hejle Adams, Malik MekGrat, Frenk Martin, tehničar Damars i Gregov polubrat Čez koji je postao student medicina polovinom 15. sezone.
U epizodi "Knjiga o Ebi" iz 15. sezone, dugogodišnja bolničarka Hejle Adams je pokazala odlazećoj Ebi Lokhart ormarić gde su svi raniji lekari i zaposleni ostavili pločice sa svojim imenima sa svojih ormara. Među njima, pločica sa natpisom "Prat" se videla.

## Spoljašnje veze
- Mekhi Phifer na sajtu  (jezik: engleski)